# Mind Sports Olympiad
Mind Sports Olympiad (Olimpiada Sportów Umysłowych) – coroczny, międzynarodowy, wielodyscyplinarny konkurs i festiwal gier umysłowych. Impreza inauguracyjna odbyła się w 1997 roku w Londynie z pulą nagród w wysokości 100 000 funtów. Brytyjski dziennik The Independent określił ją jako jeden z największych festiwali gier w historii.
MSO było pierwszym wydarzeniem tego typu, które co roku nagradza umiejętności umysłowe medalami. Miało to duży wpływ na ruch sportów umysłowych i późniejszych zawodów tego typu. Główny turniej MSO odbywa się co roku w Anglii.
W 2020 roku, w związku z pandemią COVID-19, po raz pierwszy cały turniej MSO odbył się online.

## Historia
Pierwsza olimpiada sportów umysłowych odbyła się w londyńskim centrum koncertowym Royal Festival Hall w 1997 roku. Połączyła bezprecedensową liczbę gier strategicznych i wydarzeń. William Hartston w The Independent napisał: „Największy festiwal gier, jaki kiedykolwiek dotarł do tych (a może nawet jakichkolwiek) brzegów”.
Inauguracyjne MSO wraz z bardzo dużą liczbą gier wprowadziło dwa nowe wydarzenia własnego autorstwa: Pentamind i Decamentathlon. Były to rozgrywki utworzone na wzór konkurencji lekkoatletycznych: pięcioboju współczesnego i dziesięcioboju. Miało to stworzyć podwaliny dla Olimpiady umysłu.
MSO powróciła do Londynu z nowymi sponsorami w roku 1998 i 1999. Pomimo nieporozumień między organizatorami w 2000 roku impreza odbyła się w Alexandra Palace.
W tym czasie na całym świecie odbyło się kilka imprez satelitarnych pod nazwą Mind Sports Olympiad. Miały one miejsce w Cambridge, Singapurze, Seulu, Mediolanie Oulu i Pradze.
W latach 2001–2006 główna impreza Mind Sports Olympiad odbywała się przy mniejszym sponsoringu, a turnieje odbywały się na różnych uniwersytetach. W 2004 obok głównego wydarzenia zorganizowano osobną imprezę dla szkół, obejmującą konkursy i zajęcia z szachów, Go oraz quizy i łamigłówki. Z kolei w 2007 roku MSO, z powodu braku sponsorów i reklam, odbyło się w znacznie mniejszym miejscu w Potters Bar. W 2008 i 2009 impreza przeniosła się do bardziej prestiżowego Royal Horticultural Halls w Westminster.
W 2010 impreza odbyła się w Soho Theatre w Londynie. W 2011 roku MSO przeniosła się do większego miejsca, do University of London Union. 16. MSO odbyło się ponownie na ULU w dniach 18–27 sierpnia 2012, podobnie 17. MSO odbyło się również na ULU.
Główne wydarzenie MSO pozostaje istotną imprezą międzynarodową zwłaszcza „pożądane Mistrzostwa Świata Pentamind”. Pentamind w 2010 roku wygrane zostało przez Paco Garcia De La Banda z Hiszpanii, natomiast mistrz świata z lat 2011, 2013, 2014 i 2016 był Andres Kuusk pochodzący z Estonii.

### Struktura organizacyjna
Kiedy MSO powstało w 1997 roku, głównymi organizatorami byli David Levy, Tony Buzan i Raymond Keene. Wśród nich David Levy był pierwotnym twórcą koncepcji MSO.
Od 2012 roku w zarządzie MSO wraz z Davidem Levy są Tony Corfe i Etan Ilfeld.

### Logo, medale i nagrody

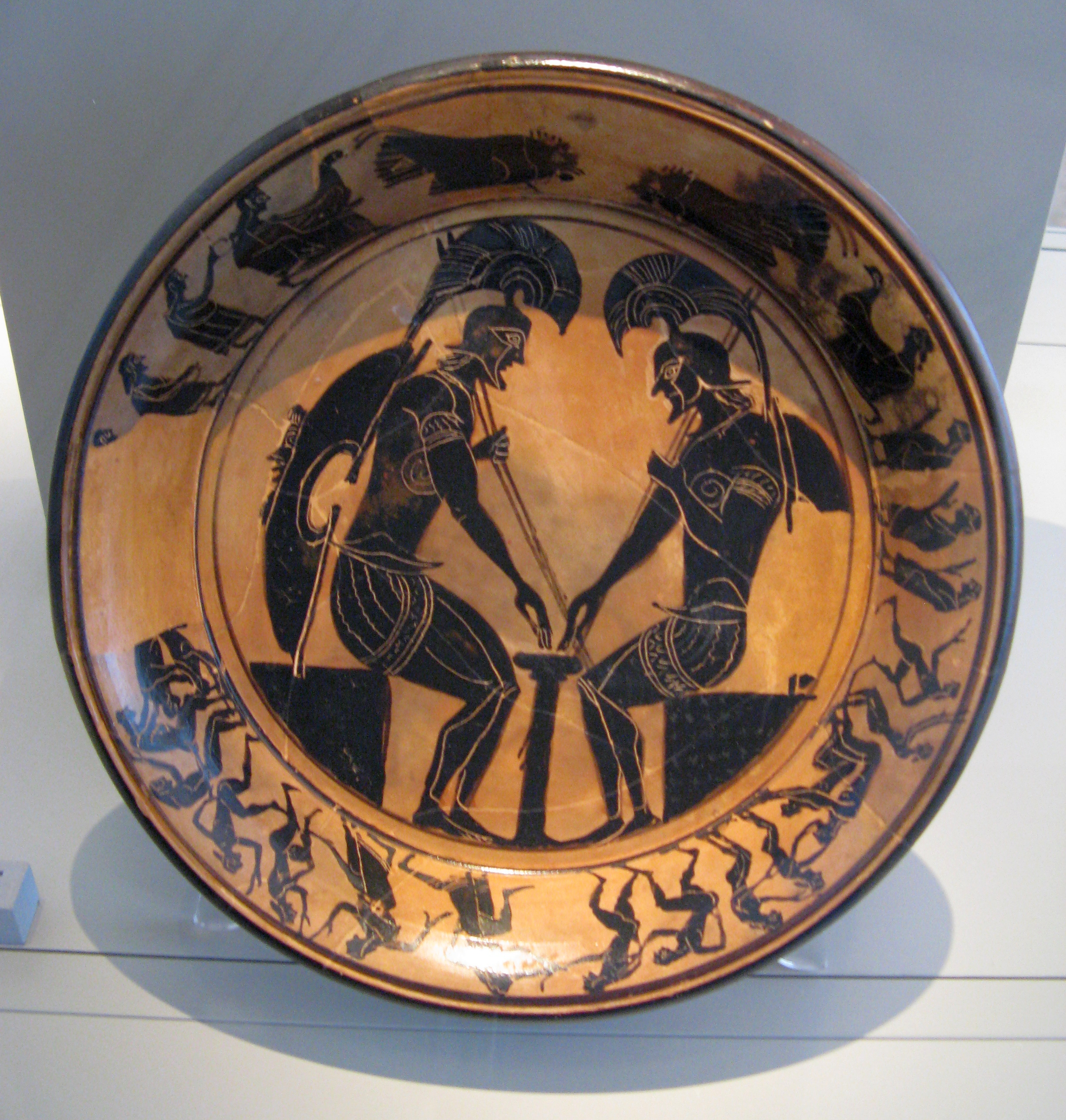
Starożytni greccy hoplici grający w grę planszową (ok. 520 p.n.e.). Podobny obraz użyty jest jako podstawa logo MSO.

Logo MSO przedstawia Ajaxa grającego z Achillesem i jest używane na medalach i innych nagrodach. Logo zostało oparte na słynnym obrazie Greków grających w grę planszową, który można znaleźć na ponad 150 przedmiotach starożytnej ceramiki z około 500 roku p.n.e.
Oprócz przyznawania tytułów olimpijczyków i mistrzów świata, organizatorzy MSO początkowo używali własnego system ocen i rang, jednak nie wszystkie z tych pomysłów przetrwały próbę czasu. MSO nadal nadaje jednak swoje własne rangi, z których najwyższą jest międzynarodowy arcymistrz.

## Miejsca

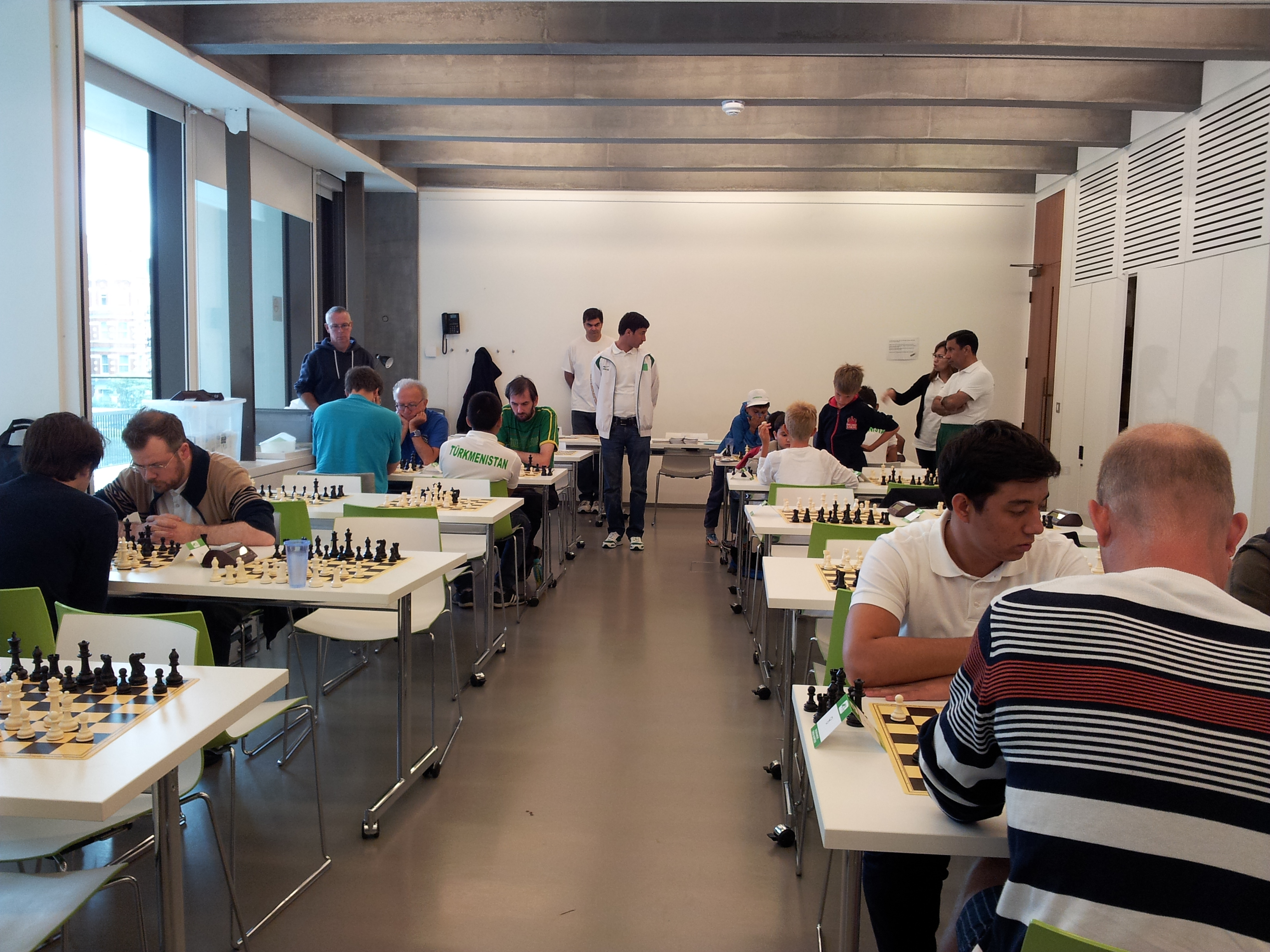
Zawodnicy na olimpiadzie sportów umysłowych 2014

W początkowych latach główna impreza Mind Sports Olympiad odbywała się w dużych obiektach, jednak później przeniosła się do mniejszych obiektów ze względu na problemu finansowe. Główna impreza odbywa się co roku w następujących lokalizacjach w Anglii:
- 1997 Royal Festival Hall, Londyn[4]
- 1998 Novotel Hotel, Hammersmith[30]
- 1999 Kensington Olympia, Londyn[31]
- 2000 Alexandra Palace, Londyn[11]
- 2001 South Bank University, Londyn[32]
- 2002 Uniwersytet Loughborough, Loughborough[21]
- 2003 UMIST, Manchester[25]
- 2004 UMIST, Manchester[33]
- 2005 Manchester University, Manchester[34][35]
- 2006 Westminster University, Londyn[36]
- 2007 Zjednoczony Kościół Reformowany, Potters Bar[5]
- 2008 Royal Horticultural Halls, Londyn[37]
- 2009 Royal Horticultural Halls, Londyn[19]
- 2010 Soho Theatre, Londyn[20]
- 2011 University of London Union, Londyn[38]
- 2012 University of London Union, Londyn[6]
- 2013 University of London Union, Londyn
- 2014 JW3, Londyn
- 2015 JW3, Londyn
- 2016 JW3, Londyn
- 2017 JW3, Londyn
- 2018 JW3, Londyn
- 2019 JW3, Londyn
- 2020 Odbyła się online[7]
- 2021 Odbyła się online[39]

## Gry w MSO
MSO składa się głównie z różnych, pojedynczych zawodów dotyczących określonej gry i każde takie zawody wiążą się z tytułem mistrza olimpijskiego. Niektóre gry, które mają zastrzeżone znaki towarowe są autoryzowane przez projektanta gry i wydawców jako oficjalne mistrzostwa świata. Wszystkie gry, czy to olimpijskie, czy w ramach mistrzostw świata, mogą liczyć się do Pentaminda. Medale, a ostatnio trofea, są przyznawane za złote, srebrne i brązowe pozycje w każdym konkursie. Osobno przyznawane są również nagrody za analogiczne stopnie dla najlepszych juniorów w każdych zawodach. We wczesnych olimpiadach sponsoring pozwalał na hojne nagrody finansowe przy wielu zawodach. W ostatnich latach tego typu nagrody ograniczone zostały do niewielkiej liczby wydarzeń, zwykle w wyniku specyficznego sponsoringu zewnętrznego dla danej dyscypliny.
Wśród najbardziej znanych gier można wymienić m.in. dobrze znane gry takie jak: szachy, brydż, warcaby, shogi, tryktrak, szachy chińskie ( xiangqi ), Othello, poker, cribbage, Mastermind; oraz wiele nowszych gier takich jak: Abalone, Bōku, Continuo, Entropy, Kamisado, Lines of Action (LOA), Pacru, TwixT.

## Pentamind
To jedne z oryginalnych zawodów Mind Sports Olympiad. Wraz z Decamentathlonem jest imprezą przeznaczoną dla wszechstronnych zawodników. Oba stworzone zostały na wzór pięcioboju i dziesięcioboju znanego z letnich igrzysk olimpijskich. W przeciwieństwie do dekamentathlonu, pentamind nie ma stałego formatu, to znaczy nie ma stałego zestawu gier. Można wybrać sobie niemal dowolnie pięć gier, ale nie można startować w grach, które są uważane za zbyt podobne. Zazwyczaj wymagane jest też by rozgrywka była długa.
Mistrz Pentamind to gracz z najwyższym wynikiem liczbowym w „punktach Pentamind” z 5 uznawanych wydarzeń. Jest to obliczane według wzoru 100 x (n - p) / (n - 1), gdzie n to liczba graczy, a p to pozycja gracza w wydarzeniu. Pozycja to pozycja przed tie-breakiem, a wszelkie współdzielone pozycje są dzielone między wszystkich remisujących graczy. Gdy w danych zawodach jest mniej niż 10 graczy, to wynik jest dodatkowo mnożony przez [p / (p + 1)].
Mistrzostwa Świata Pentamind najwięcej razy wygrał Demis Hassabis.
- 1997:  Kenneth J. Wilshire[18]
- 1998:  Demis Hassabis
- 1999:  Demis Hassabis
- 2000:  Demis Hassabis
- 2001:  Demis Hassabis
- 2002:  Dario de Toffoli
- 2003:  Demis Hassabis
- 2004:  Alaina Dekkera
- 2005:  Tim Hebbes
- 2006:  Jan Šťastna
- 2007:  David M. Pearce
- 2008:  David M. Pearce
- 2009:  Martyn Hamer[44] oraz  Tim Hebbes
- 2010:  Paco Garcia de la Banda[45]
- 2011:  Andres Kuusk[46]
- 2012:  Dario de Toffoli
- 2013:  Andres Kuusk oraz  Ankusz Khandelwal
- 2014:  Andres Kuusk
- 2015:  James Heppell
- 2016:  Andres Kuusk
- 2017:  James Heppell
- 2018:  Ankusz Khandelwal
- 2019:  Ankusz Khandelwal
- 2020:  Ankusz Khandelwal
- 2021:  Maciej Brzeski[47]

## Mistrzostwa Świata w Decamentathlonie
Mistrzostwa Świata w Decamentathlonie zostały pierwotnie ustanowione jako najważniejsze wydarzenie mające wyłonić najlepszego, najbardziej wszechstronnego gracza na świecie. Zostały jednak zastąpione przez Pentamind. Decamentathlon składa się z 10 imprez każda po 10 punktów i każda trwająca około 4 godziny.
Następujące osiem umiejętności umysłowych zawsze było częścią Decamentathlonu: umiejętności zapamiętywania, liczenie w pamięci, IQ, szachy, Go, Othello, warcaby 8 na 8 i kreatywne myślenie. Do tego pierwotnie grano również w brydża i Mastermind, chociaż w ostatnich latach zastąpiono je przez backgammona, a ostatnio również sudoku.